# IC 1101
IC 1101 ist die zentrale cD-Galaxie des Galaxienhaufens Abell 2029. Sie ist eine der größten bekannten Galaxien. IC 1101 liegt im Sternbild Virgo, unmittelbar an der Grenze zu Serpens, in einer Entfernung von etwa einer Milliarde Lichtjahren. Ihr Effektivradius wird mit 42 Bogensekunden angegeben, entsprechend etwa 50 kpc (150.000 Lichtjahren). Sie ist von einem diffusen Halo umgeben, der sich bis zu etwa 300 Bogensekunden von der Galaxie verfolgen lässt, also einen Durchmesser von etwa 900 kpc hat. Dieser Halo wird allerdings nicht der Galaxie selbst, sondern als so genanntes intra-cluster light dem Galaxienhaufen zugeordnet.
Entdeckt wurde das Objekt am 19. Juni 1890 von Edward D. Swift.

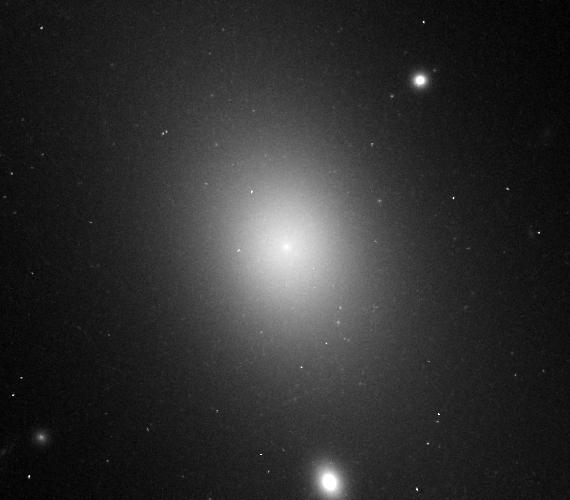
IC 1101 bei 702 nm Wellenlänge (rotes Licht)